# ヨーロッパの特許制度
ヨーロッパの特許制度では、欧州特許条約（European Patent Convention、EPC）の締約国における特許制度について説明する。
欧州特許条約の加盟国では、欧州特許条約による地域特許制度と、各国の国内法による国内特許制度とが併存している。

## 地域特許制度の概要

### 出願審査請求
日本と同様に、出願審査請求（substantial examination request）制度を有している。ただし、日本においては審査請求前に特許庁からの見解が示されることなく、出願から3年以内に審査請求を行わなければならないのに対して、欧州特許においては、まず、欧州特許庁（EPO）によってサーチレポート及び見解書が発行され、出願人はこれらを参考に、サーチレポートの発行からおおよそ6か月以内に審査請求を行う。

### サーチレポート及び見解書
サーチレポートは、欧州特許庁の審査官による先行技術の調査結果などを記載した書類で、出願人に送付されるとともに、公開公報とともに（公開公報の発行に間に合わない場合には独立して）公開される。
2005年7月のEPC規則改正により、PCT出願の見解書と同様に、審査官（search examiner）による特許性に関する判断を示した見解書（opinion）が、サーチレポートに添付される。見解書は、公開公報とともには公開されないが、欧州特許庁のウェブサイトにおいて、他の審査書類と同様に閲覧することができる。出願人は、見解書に対して応答・反論することができる。ただし、拒絶理由通知（Examination Report）への対応とは異なり、見解書に応答しなくても出願が取り下げられたものとみなされることはない。

### 審査
審査請求が行われた出願は、審査官によって審査される。拒絶の理由が発見された場合には、出願人に拒絶理由通知が通知される。日本の特許法と異なり、最初の拒絶理由、最後の拒絶理由という概念はない。
拒絶の理由を有さない（補正などによって拒絶の理由が解消したものも含む）出願は、特許される。

### 特許権
EPCに基づく特許（欧州特許）は、出願の束であるものの、権利は、出願人が指定した指定国それぞれにおいて、その国の法令に基づいて独立して発生する。そのため、特許権の効力は国によって異なり、権利の有効性も国ごとに判断される。